# Athabasca (plaats)
Athabasca is een plaats (town) in de Canadese provincie Alberta en telt 2575 inwoners (2006).